# Argentina Open 2018
Argentina Open 2018 byl tenisový turnaj pořádaný jako součást mužského okruhu ATP World Tour, který se odehrával v areálu Buenos Aires Lawn Tennis Clubu na otevřených antukových dvorcích. Konal se mezi 12. až 18. února 2018 v argentinském hlavním městě Buenos Aires jako dvacátý první ročník turnaje.
Turnaj s rozpočtem 648 180 dolarů patřil do kategorie ATP World Tour 250. Nejvýše nasazeným hráčem ve dvouhře  se stal šestý hráč světa Dominic Thiem z Rakouska. Jako poslední přímý účastník nastoupil do hlavní singlové soutěži srbský 75. hráč žebříčku Dušan Lajović.
Při druhém startu na Argentina Open získal druhý singlový titul 24letý Rakušan Dominic Thiem, když na turnaji zvítězil již v roce 2016. Druhý společný titul ze čtyřhry turnajů ATP vybojoval argentinský pár Andrés Molteni a Horacio Zeballos.

## Rozdělení bodů a finančních odměn

### Rozdělení bodů
| Soutěž  | vítězové | finalisté | semifinalisté | čtvrtfinalisté | 16 v kole | 32 v kole | Q  | Q2 | Q1 |
| ------- | -------- | --------- | ------------- | -------------- | --------- | --------- | -- | -- | -- |
| dvouhra | 250      | 150       | 90            | 45             | 20        | 0         | 12 | 6  | 0  |
| čtyřhra | 250      | 150       | 90            | 45             | 0         | —         | —  | —  | —  |

### Finanční odměny
| Soutěž                              | vítězové | finalisté | semifinalisté | čtvrtfinalisté | 16 v kole | 32 v kole | Q2     | Q1     |
| ----------------------------------- | -------- | --------- | ------------- | -------------- | --------- | --------- | ------ | ------ |
| dvouhra                             | $101 360 | $53 385   | $28 915       | $16 475        | $9 710    | $5 575    | $2 590 | $1 295 |
| čtyřhra                             | $30 720  | $16 190   | $8 770        | $5 020         | $2 940    | —         | —      | —      |
| částka ve čtyřhře je uvedena na pár |          |           |               |                |           |           |        |        |

## Mužská dvouhra

### Nasazení
| Stát                         | Hráč                 | ATP | Nasazení |
| ---------------------------- | -------------------- | --- | -------- |
| Rakousko                     | Dominic Thiem        | 6.  | 1.       |
| Španělsko                    | Pablo Carreño Busta  | 10. | 2.       |
| Španělsko                    | Albert Ramos-Viñolas | 21. | 3.       |
| Itálie                       | Fabio Fognini        | 22. | 4.       |
| Argentina                    | Diego Schwartzman    | 24. | 5.       |
| Spojené království           | Kyle Edmund          | 26. | 6.       |
| Uruguay                      | Pablo Cuevas         | 32. | 7.       |
| Španělsko                    | Fernando Verdasco    | 40. | 8.       |
| Žebříček ATP k 5. únoru 2018 |                      |     |          |

### Jiné formy účasti
Následující hráči obdrželi divokou kartu do hlavní soutěže:
- Carlos Berlocq
- Pedro Cachín
- Nicolás Kicker

Následující hráči obdrželi do hlavní soutěže zvláštní výjimku:
- Roberto Carballés Baena
- Thiago Monteiro

Následující hráč nastoupil pod žebříčkovou ochranou:
- Andreas Haider-Maurer

Následující hráči postoupili z kvalifikace:
- Facundo Bagnis
- Thomaz Bellucci
- Marco Cecchinato
- Rogério Dutra da Silva

### Odhlášení
před začátkem turnaje
- Marin Čilić → nahradil jej  Guillermo García-López
- Alexandr Dolgopolov → nahradil jej  Florian Mayer
- Kyle Edmund → nahradil jej  Gastão Elias
- Paolo Lorenzi → nahradil jej  Dušan Lajović

## Mužská čtyřhra

### Nasazení
| Stát                                                                                  | Hráč                 | Stát      | Hráč             | ATP | Nasazení |
| ------------------------------------------------------------------------------------- | -------------------- | --------- | ---------------- | --- | -------- |
| Kolumbie                                                                              | Juan Sebastián Cabal | Kolumbie  | Robert Farah     | 35. | 1.       |
| Mexiko                                                                                | Santiago González    | Chile     | Julio Peralta    | 57. | 2.       |
| Chorvatsko                                                                            | Nikola Mektić        | Rakousko  | Alexander Peya   | 80. | 3.       |
| Argentina                                                                             | Andrés Molteni       | Argentina | Horacio Zeballos | 84. | 4.       |
| Žebříček ATP k 5. únoru 2018; číslo je součtem žebříčkového postavení obou členů páru |                      |           |                  |     |          |

### Jiné formy účasti
Následující páry obdržely divokou kartu do hlavní soutěže:
- Dorian Descloix /  Gaël Monfils
- Guillermo Durán /  Máximo González

### Odhlášení
v průběhu turnaje
- Pablo Carreño Busta

## Přehled finále

### Mužská dvouhra
- Dominic Thiem vs.  Aljaž Bedene,  6–2, 6–4

### Mužská čtyřhra
- Andrés Molteni /  Horacio Zeballos vs.  Juan Sebastián Cabal /  Robert Farah, 6–3, 5–7, [10–3]